# Militia Dei
Militia Dei fu una bolla promulgata da papa Eugenio III il 7 aprile 1145, e scritta da Civita Castellana. In essa il pontefice conferma i privilegi dell'Ordine dei Cavalieri templari, ne rafforza l'indipendenza in rapporto al clero secolare e ai vescovi, permette loro di raccogliere decime, come pure di edificare cappelle proprie con annessi cimiteri dove seppellire i propri confratelli defunti. Inoltre la bolla estende la protezione apostolica alle famiglie dei Templari, come pure alle persone loro sottomesse ed ai loro beni (contadini, animali, edifici).
Questa bolla, assieme alla Omne datum optimum e alla Milites Templi, costituì la base giuridica dell'Ordine e del suo successo.